# 渋川神社 (尾張旭市)
渋川神社（しぶかわじんじゃ）は、愛知県尾張旭市印場元町に鎮座する神社。『延喜式神名帳』の尾張国山田郡「渋川神社」に比定される式内社。
「渋川」はかつて「そぶかわ」とも読まれ、江戸期には「蘇父川天神」「印場天神」などと呼ばれた。

## 祭神
- 高皇産霊神（たかみむすびのかみ）

## 歴史
創始は景行天皇の御代と伝わる。延長5年（927年）に編纂された延喜式神名帳に掲載された式内社であり、古事記や日本書紀に登場する高皇産霊神を御祭神としている。戦国時代に廃止された山田郡の総社とされる。戦国時代には織田信長によって社殿が改修され、貞享5年（1688年）には尾張藩藩主の徳川光友によって社殿が再建された。
その後は33年から34年ごとに屋根が葺き替えられ、100年ごとに社殿の修復が行われた。寛政3年（1791年）、1898年（明治31年）に大修理が行われている。1959年（昭和34年）9月の伊勢湾台風では、樹齢300年以上のヒノキの大樹が数十本もなぎ倒された。
社殿は尾張旭市最古の建造物だったことから、尾張旭市は文化財保護審議会に諮問して文化財指定に前向きな姿勢を見せた。2002年（平成14年）5月12日には中部大学工学部教授の小野武久による調査が行われる予定だったが、調査の8日前の5月4日には不審火によって社殿が全焼した。同年6月に仮社殿が造営されると、渋川神社再建委員会が結成されて遺構調査や社殿の再建が計画された。2009年（平成21年）5月には社殿が再建された。2億4000万円以上の工費が必要であり、8500万円以上の寄付が集まった。

## 境内
建築物
- 本殿 - 流造、桧皮葺
- 拝殿
- 手水舎
- 参集所
- 悠紀斎田碑

摂末社
- 東五社ノ宮
- 西五社ノ宮
- 神明社
- 熊野社
- 八幡社
- 忌明社
- 山神社
- 八劔社
- 稲荷社
- 津島社

## 現地情報
所在地
- 488-0840 愛知県尾張旭市印場元町5-3-1

交通アクセス
- 名鉄瀬戸線印場駅から徒歩5分